# Yek Lengeh
Yek Lengeh (persiska: یک لنگه) är en ort i Iran.   Den ligger i provinsen Khorasan, i den nordöstra delen av landet, 700 km öster om huvudstaden Teheran. Yek Lengeh ligger 1 199 meter över havet och antalet invånare är 372.
Terrängen runt Yek Lengeh är platt åt sydväst, men åt nordost är den kuperad. Runt Yek Lengeh är det ganska tätbefolkat, med 56 invånare per kvadratkilometer. Närmaste större samhälle är Nīshābūr, 6,7 km sydost om Yek Lengeh. Omgivningarna runt Yek Lengeh är i huvudsak ett öppet busklandskap.